# Campeonato Mundial de Atletismo Júnior de 2010 - Revezamento 4x100 m feminino
A prova dos 4x100 metros feminino do Campeonato Mundial de Atletismo Júnior de 2010 ocorreu entre os dias 23 e 24 de julho em Moncton, no Canadá. 

## Recordes
Antes desta competição, os recordes mundiais e do campeonato nesta prova eram os seguintes:
|     | Nome                                                            | Nacionalidade  | Tempo | Local    | Data                |
| --- | --------------------------------------------------------------- | -------------- | ----- | -------- | ------------------- |
| WJR | Bianca Knight Jeneba Tarmoh Elizabeth Olear Gabrielle Mayo      | Estados Unidos | 43.29 | Eugene   | 8 de agosto de 2006 |
| CR  | Sherone Simpson Kerron Stewart Anneisha McLaughlin Simone Facey | Jamaica        | 43.40 | Kingston | 21 de julho de 2002 |

## Medalhistas
| Ouro                                                                                 | Prata                                                                   | Bronze                                                                            |
| Estados Unidos · Stormy Kendrick · Takeia Pinckney · Dezerea Bryant · Ashley Collier | Alemanha · Nadja Bahl · Leena Günther · Tatjana Pinto · Stefanie Pähler | Países Baixos · Dafne Schippers · Loreanne Kuhurima · Eva Lubbers · Jamile Samuel |

## Cronograma
Todos os horários são locais (UTC-4).
| Data        | Hora  | Evento        |
| ----------- | ----- | ------------- |
| 23 de julho | 18:40 | Eliminatórias |
| 24 de julho | 16:30 | Final         |

## Resultados

### Eliminatórias
As eliminatórias se iniciaram no dia 23 de julho ás 18:40. 
Bateria 1
| Posição | Nacionalidade | Atletas                                                             | Tempo | Notas |
| ------- | ------------- | ------------------------------------------------------------------- | ----- | ----- |
| 1       | Alemanha      | Nadja Bahl Leena Günther Tatjana Pinto Stefanie Pähler              | 44.52 | Q     |
| 2       | Jamaica       | Siedatha Palmer Deandre Whitehorne Diandre Gilbert Shericka Jackson | 44.68 | Q     |
| 3       | Países Baixos | Janice Babel Loreanne Kuhurima Eva Lubbers Jamile Samuel            | 44.70 | Q     |
| 4       | Nigéria       | Stella Silas Florence Nkiruka Betty Jethro Margaret Etim            | 45.19 | q     |
| 5       | Austrália     | Rosie Lawson Ella Nelson Karlie Morton Caitlin Sargent              | 45.41 | q     |
| 6       | Hungria       | Anasztázia Nguyen Kriszta Komiszár Gréta Kerekes Fanni Schmelcz     | 45.77 |       |
| 7       | Japão         | Aoi Kawasaki Nodoka Seko Kana Ichikawa Narumi Tashiro               | 45.78 |       |

Bateria 2
| Posição | Nacionalidade  | Atletas                                                                       | Tempo | Notas |
| ------- | -------------- | ----------------------------------------------------------------------------- | ----- | ----- |
| 1       | Estados Unidos | Stormy Kendrick Takeia Pinckney Dezerea Bryant Ashley Collier                 | 43.56 | Q     |
| 2       | Reino Unido    | Rebekah Wilson Jennie Batten Twinelle Hopeson Shaunna Thompson                | 44.62 | Q     |
| 3       | Canadá         | Crystal Emmanuel Janelle Bell-Spence Leah Walkeden Loudia Laarman             | 44.77 | Q     |
| 4       | Bahamas        | V'Alonnee Robinson Ivanique Kemp Marvar Etienne Tynia Gaither                 | 45.45 |       |
| 5       | Polónia        | Klaudia Konopko Katarzyna Sokólska Ewelina Skoczylas Martyna Opoń             | 45.54 |       |
| 6       | França         | Orlann Ombissa Jessie Saint-Marc Jennifer Galais Orphée Neola                 | 45.70 |       |
| 7       | Espanha        | Caridad Jerez Maitane Iruretagoyena María Martín-Sacristán María Cabeza Navas | 46.36 |       |

### Final
A prova final foi realizada no dia 24 de julho ás 16:30. 
| Posição           | Nacionalidade  | Atletas                                                              | Tempo | Notas |
| ----------------- | -------------- | -------------------------------------------------------------------- | ----- | ----- |
| Medalha de ouro   | Estados Unidos | Stormy Kendrick Takeia Pinckney Dezerea Bryant Ashley Collier        | 43.44 |       |
| Medalha de prata  | Alemanha       | Nadja Bahl Leena Günther Tatjana Pinto Stefanie Pähler               | 43.74 |       |
| Medalha de bronze | Países Baixos  | Dafne Schippers Loreanne Kuhurima Eva Lubbers Jamile Samuel          | 44.09 |       |
| 4                 | Jamaica        | Siedatha Palmer Deandre Whitehorne Diandre Gilbert Danielle Williams | 44.24 |       |
| 5                 | Nigéria        | Florence Nkiruka Bukola Abogunloko Margaret Etim Stella Silas        | 44.84 |       |
| 6                 | Canadá         | Crystal Emmanuel Janelle Bell-Spence Leah Walkeden Loudia Laarman    | 44.84 |       |
| 7                 | Austrália      | Rosie Lawson Ella Nelson Karlie Morton Caitlin Sargent               | 45.57 |       |
| 8                 | Reino Unido    | Rebekah Wilson Jodie Williams Emily Diamond Shaunna Thompson         | DNF   |       |

Legenda
| Recorde mundial       | Recorde mundial (World record)               |                       | Recorde africano                      | Recorde africano (African) |                                           | Q | Classificado por posição (Qualified) |
| Recorde do campeonato | Recorde do campeonato (Championship record)  | Recorde da América    | Recorde da América (Americas)         | q                          | Classificado por melhor tempo (Qualified) |   |                                      |
| Melhor marca do ano   | Melhor marca do ano (World leading)          | Recorde asiático      | Recorde asiático (Asian)              | DNS                        | Não largou (Did not start)                |   |                                      |
| Recorde nacional      | Recorde nacional (National record)           | Recorde europeu       | Recorde europeu (European)            | DNF                        | Não terminou (Did not finish)             |   |                                      |
| Recorde pessoal       | Recorde pessoal do atleta (Personal best)    | Recorde da Oceania    | Recorde da Oceania (Oceania)          | DSQ / DQ                   | Desclassificado (Disqualified)            |   |                                      |
| Recorde da temporada  | Recorde da temporada do atleta (Season best) | Recorde sul-americano | Recorde sul-americano (South America) | NM                         | Sem marca (No mark)                       |   |                                      |